# Resolução 269 do Conselho de Segurança das Nações Unidas
A Resolução 269 do Conselho de Segurança das Nações Unidas aprovada em 12 de agosto de 1969, condenou o governo da África do Sul pela sua recusa em cumprir a Resolução 264, decidindo que a continuação da ocupação da Sudoeste Africano (atual Namíbia) era uma invasão agressiva à autoridade das Nações Unidas. A resolução também pediu que a África do Sul removesse sua administração do Sudoeste Africano antes de 4 de outubro de 1969, conclamando todos os estados a se absterem de negociar com qualquer país e notando que consideraria uma nova reunião se a presente resolução não fosse implementada para discutir mais medidas que o Conselho poderia tomar.
A resolução foi aprovada por 11 votos a favor; Finlândia, França, Reino Unido e os Estados Unidos se abstiveram.